# ملویل سیول بیگلی
ملویل سیول بیگلی (انگلیسی: Melville Sewell Bagley; ۱۰ ژوئیهٔ ۱۸۳۸ – ۱۴ ژوئیهٔ ۱۸۸۰) کارآفرین اهل ایالات متحده آمریکا بود. وی بنیانگذار شرکت بیگلی می‌باشد.